# Peraxilla
Genre
Peraxilla est un genre de plantes à fleurs de la famille des Loranthaceae. Les espèces sont endémiques à la Nouvelle-Zélande.

## Liste d'espèces
Selon The Plant List (16 mars 2016) :
- Peraxilla colensoi (Hook. f.) Tiegh.
- Peraxilla tetrapetala (L. f.) Tiegh.